# Partido Activar
El Partido Activar es un partido político de la provincia de Misiones, Argentina. Se presenta como una posición opositora al gobierno del Frente Renovador, así como a otros sectores políticos en la provincia. A nivel nacional el partido estuvo alineado con la coalición política Juntos por el Cambio.En la actualidad está con la coalición política La Libertad Avanza, que lidera Javier Milei.

## Representantes en el Congreso Nacional
Diputados Nacionales
| Bloque La Libertad Avanza | Bloque La Libertad Avanza | Bloque La Libertad Avanza | Bloque La Libertad Avanza | Bloque La Libertad Avanza |
| Retrato                   | Nombre                    | Mandato                   | Mandato                   |                           |
| Retrato                   | Nombre                    | Inicio                    | Fin                       |                           |
| ------------------------- | ------------------------- | ------------------------- | ------------------------- | ------------------------- |
|                           | Florencia Klipauka Lewtak | 2021                      | 2025                      |                           |

Diputados Provinciales
| Retrato | Nombre        | Bloque  | Mandato | Mandato    |
| Retrato | Nombre        | Bloque  | Inicio  | Fin        |
| ------- | ------------- | ------- | ------- | ---------- |
|         | Germán Kiczka | Activar | 2023    | Desaforado |
|         | Pedro Puerta  | Activar | 2023    | 2027       |

## Controversias

### Supuesta simbología pedófila en el logo del Partido Activar
El 9 de octubre de 2024, el periodista Gustavo Añibarro, en el programa «El Periodista» del Canal 12 de Posadas, afirmó que el logo del Partido Activar incluye similitudes con un símbolo pedófilo. En el que se incluye dentro de las líneas del mate el símbolo denominado «Little Boy Lover» (en español: «amante de los niños pequeños») por documentos del FBI, siendo estos documentos publicados en 2007 por WikiLeaks.
El 28 de febrero de 2024, las viviendas del diputado Kiczka, junto con la de su hermano Sebastián y su padre, Leonardo Antonio Kiczka, fueron allanadas por la Policía Federal Argentina debido a la investigación denominada «operación guardianes digitales por la niñez», que reveló la existencia de una red de pedofilia integrada por ellos.